# Мочварни чемпрес
Мочварни чемпрес је листопадно дрво из породице чемпреса (Cupressaceae). Најзначајнији је представник рода Taxodium. 

## Карактеристике
Стабло може да порасте до 45 метара висине и конусног је облика. Има мале, бројне, хоризонталне гране, које заједно са листовима чине крошњу. Код стабала која се налазе у води корење снажно избија у скуповима из земље и расте у висину пола метра. Такво корење служи биљци да проводи кисеионик до подземних корена, којима би у супротном недостајало кисеоника, док расту у води. Садржи светлозелене, мекане иглице, дуге 12-18 мм, широке око 1,5 мм и перасто су подељени у два реда. У јесен добију златно-жуту боју и током зиме опадају. Цветају у марту и априлу. Мушки цветови су скупљени у око 10-12 cm дуге метличасте цвасти на крајевима гранчица. Женске шишарке су округле, велике око 2-3 cm и имају 10-12 љуски. Свака љуска шишарке носи 1-2 неправилно троугласта семена.

## Станиште
Расте на мочварним и воденим теренима, а природно на подручју југоисточне Северне Америке. У средњој Европи се узгаја од средине 17-тог века, као украсна биљка, групно или појединачно. Размножава се семеном и резницама. Погодују му влажна подручја. Брзо расте и подносе ниске температуре, до-30 °C. Животни век може бити врло дуг, најстарије живо дрво има 1620 година и налази се у североисточној Америци.

## Етимологија
Латинско име рода Taxodium потиче од грчке речи taxos (тиса) и eides (сличан), због сличности листова са листовима тисе. Име врсте distichum значи дворедан. 

## Употреба
Дрво је меко, лако се обрађује, трајно је и издржљиво, отпорно на труљење, врло цењено. Користи се за градњу екстеријера грађевина, чамаца.